# Cornești (Adămuș), Mureș
Cornești, mai demult Șunfalău, alternativ Șomfalău, (în maghiară Sövényfalva, în germană Zeunen, în trad. "Garduri") este un sat în comuna Adămuș din județul Mureș, Transilvania, România. Se află la 8 km distanță de Târnăveni, pe malul stâng al Târnavei Mici.

## Istorie
Prima dată menționată ca Sveyn în 1332. Numele său se referă la grănițuirea de tip prisacă din perioada arpadiană. Biserica Reformată veche, care a fost construită ca biserică catolică după marea invazie mongolă, a fost demolată în anul 1899. Atunci a fost construită biserica reformată nouă.
Localitatea a fost racordată la rețeaua feroviară în anul 1896, odată cu darea în folosință a Căii ferate Blaj–Praid.

## Obiective memoriale

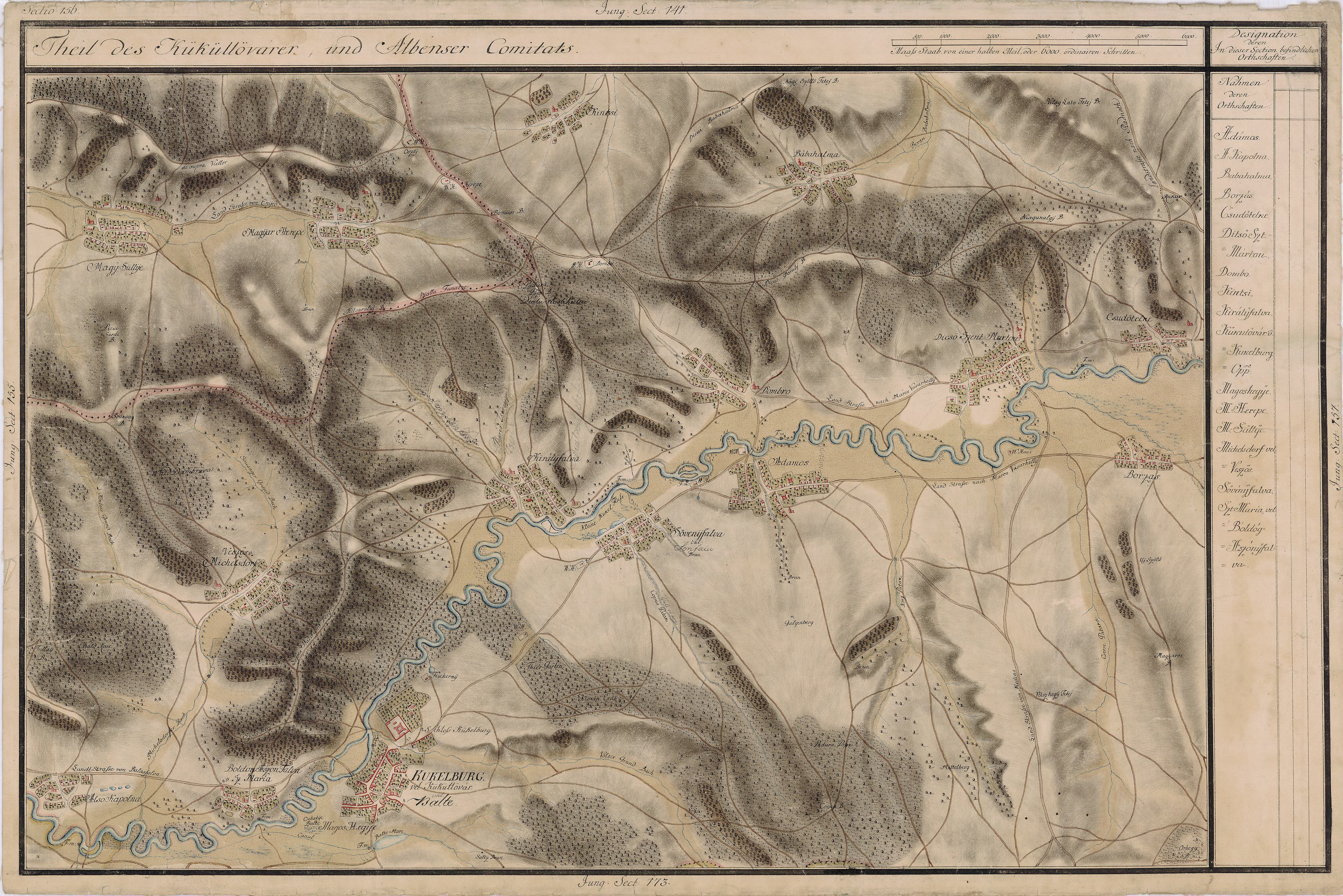
Cornești pe Harta Iosefină a Transilvaniei, 1769-73

Parcela Eroilor Români din Al Doilea Război Mondial este amplasată în cimitirul localității și a fost reamenajată în anul 1984. În această parcelă sunt înhumați 30 eroi cunoscuți și 22 eroi necunoscuți, în morminte comune și individuale. 

## Populație
Conform Recensământului din anul 2022 populația localității era de 1.154 locuitori. 

## Personalități
- Andrei din Șunfalău, pictor transilvănean.

## Vezi și
- Biserica de lemn din Cornești, Mureș

## Galerie de imagini

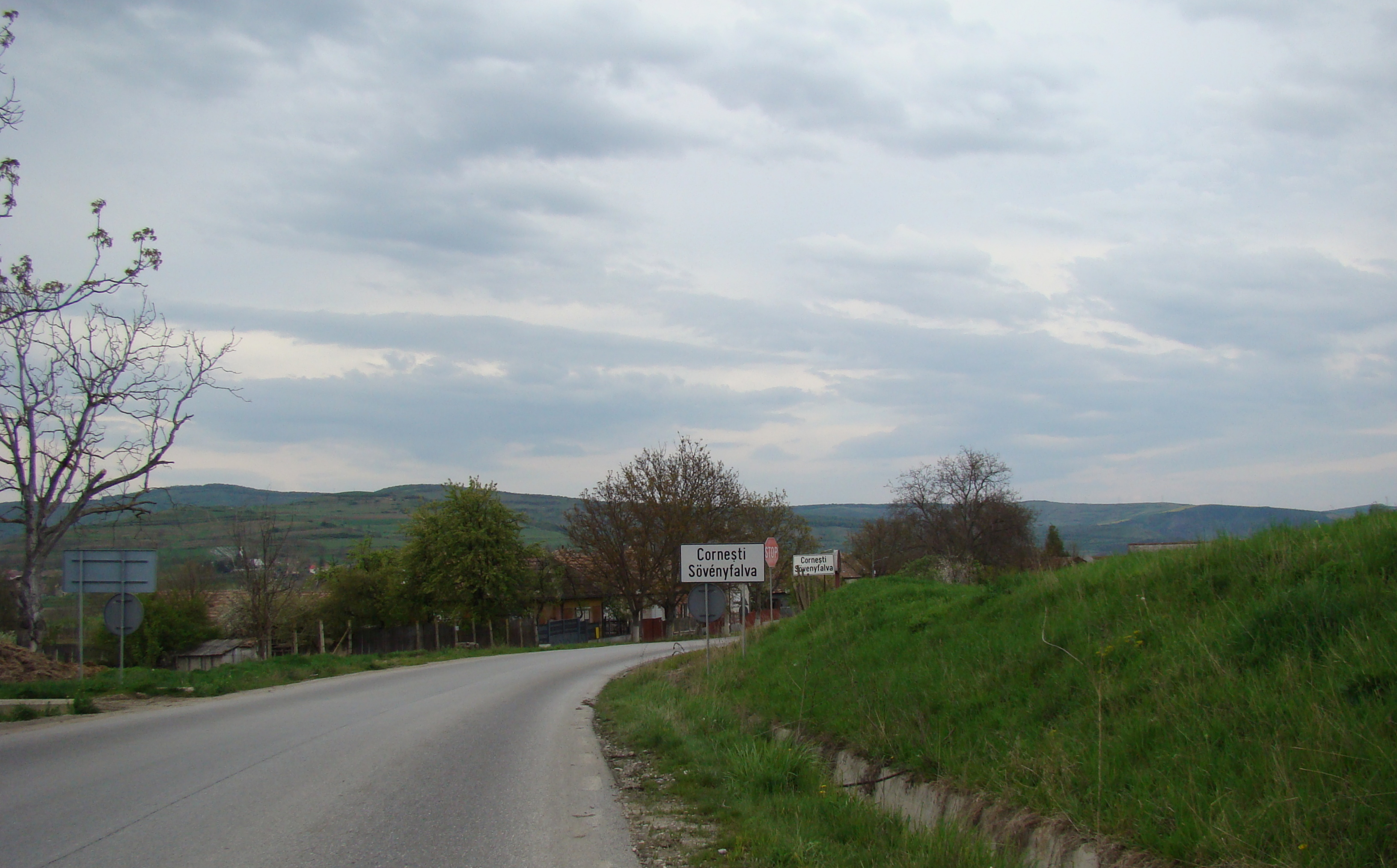
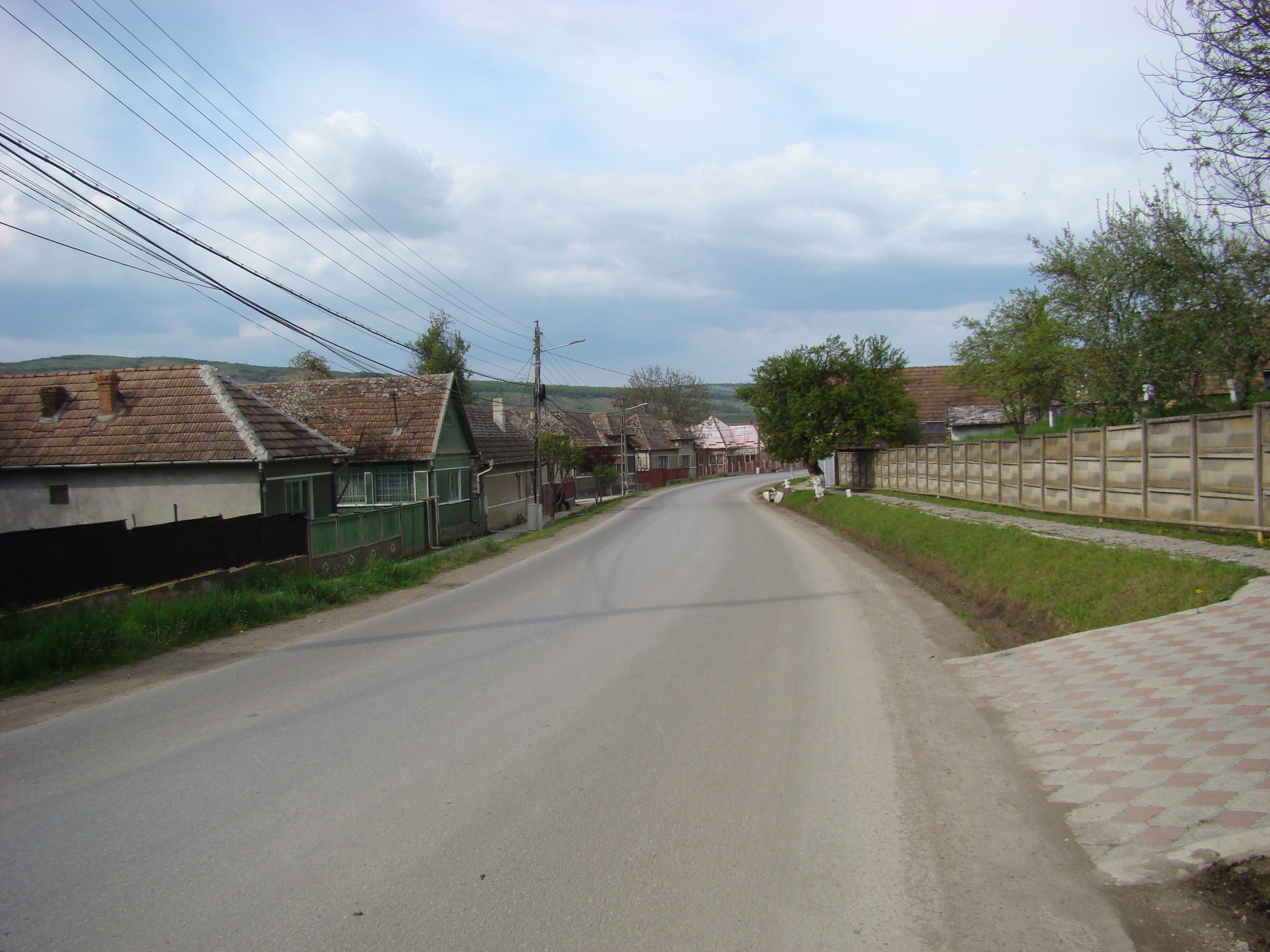
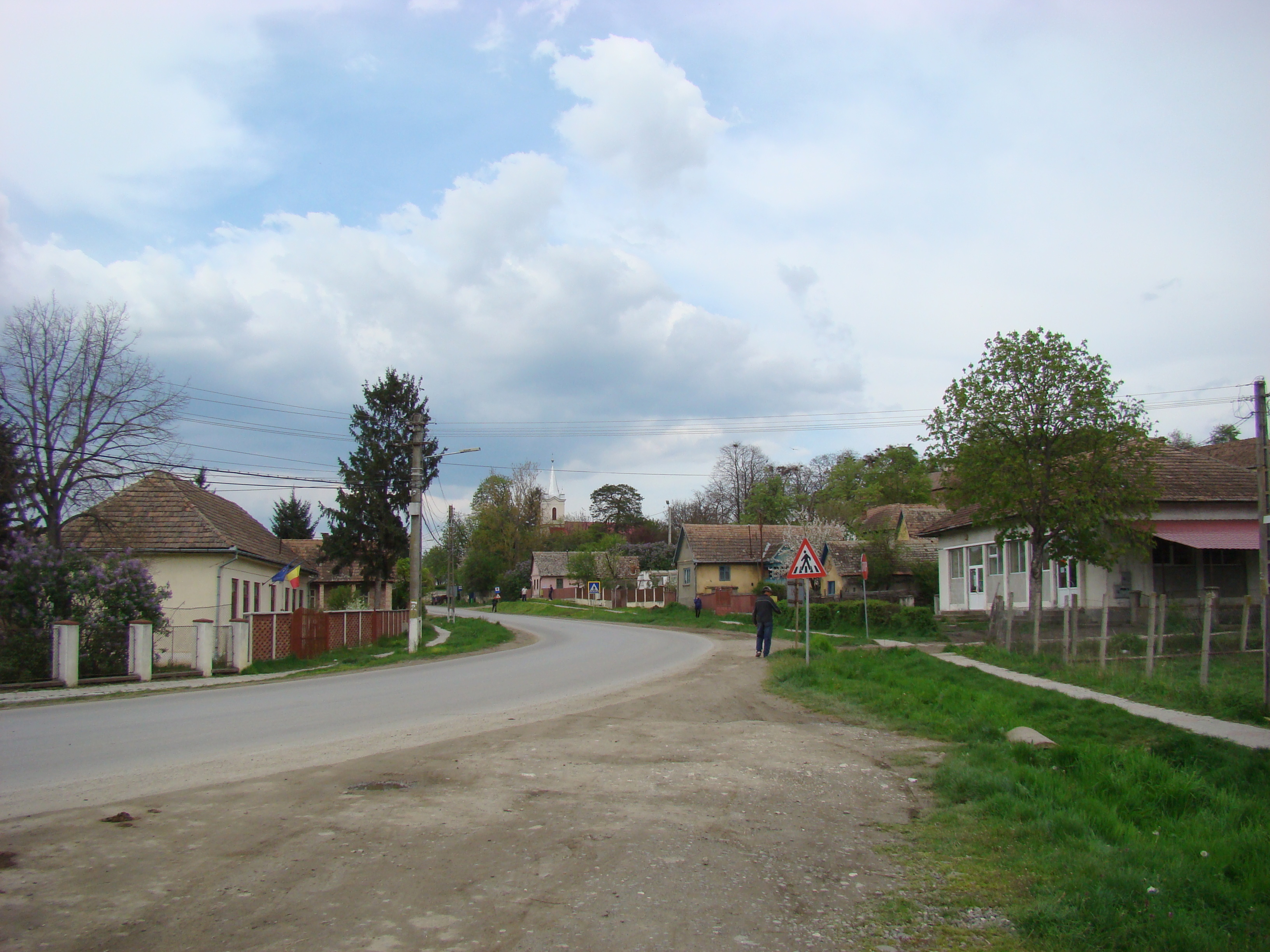
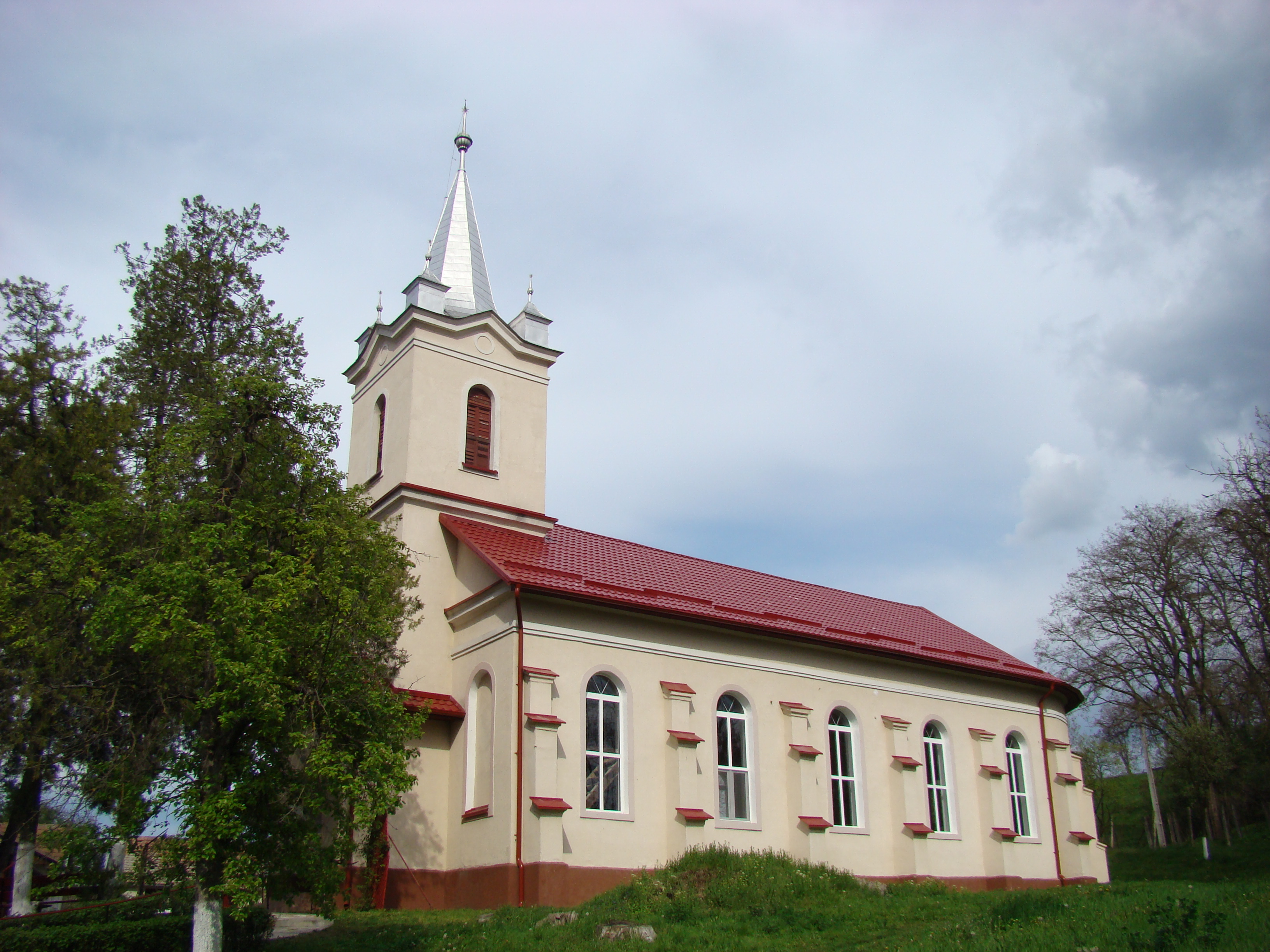
Biserica reformată (1899)
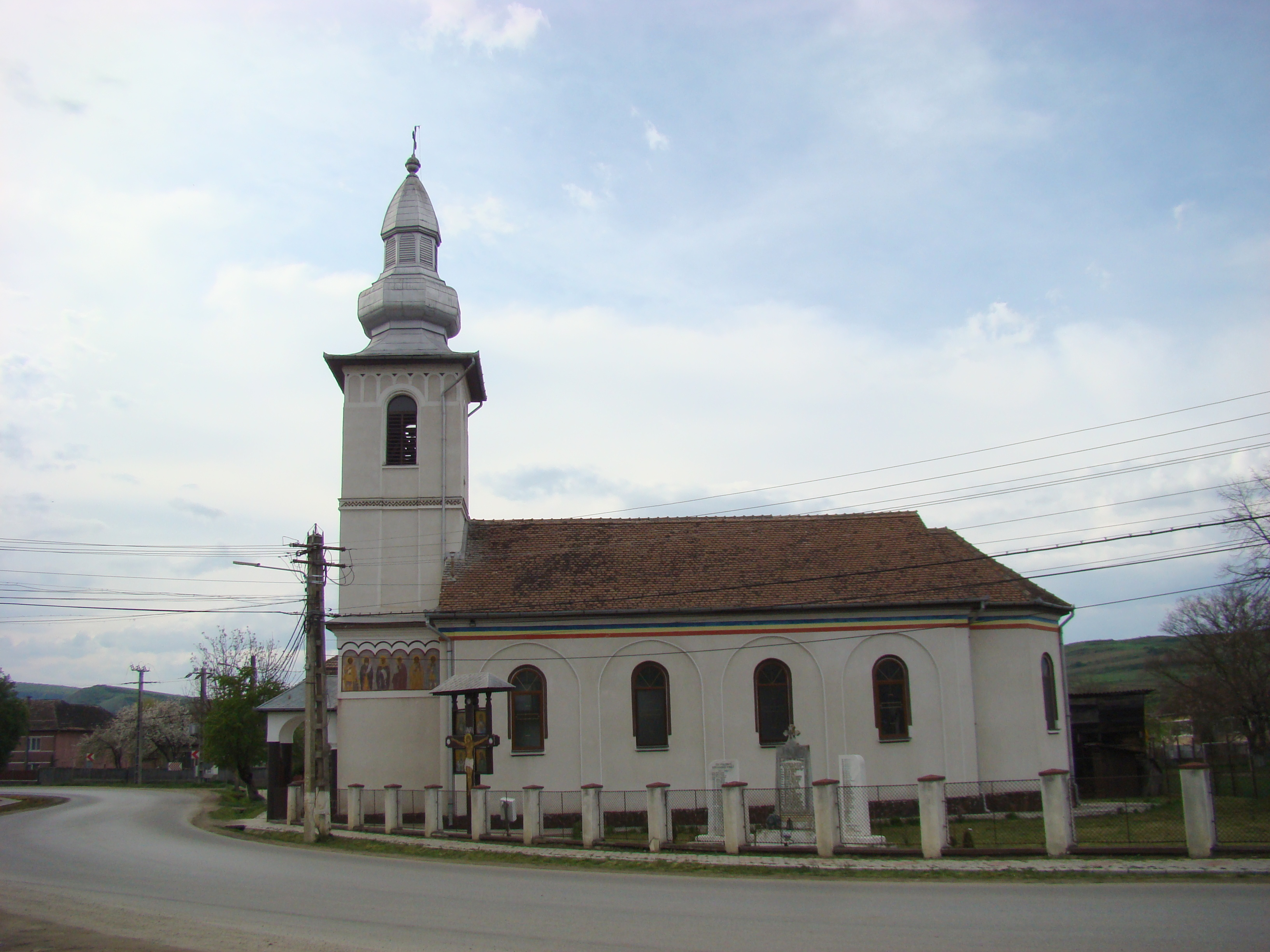
Biserica ortodoxă (inițial greco-catolică, 1930)
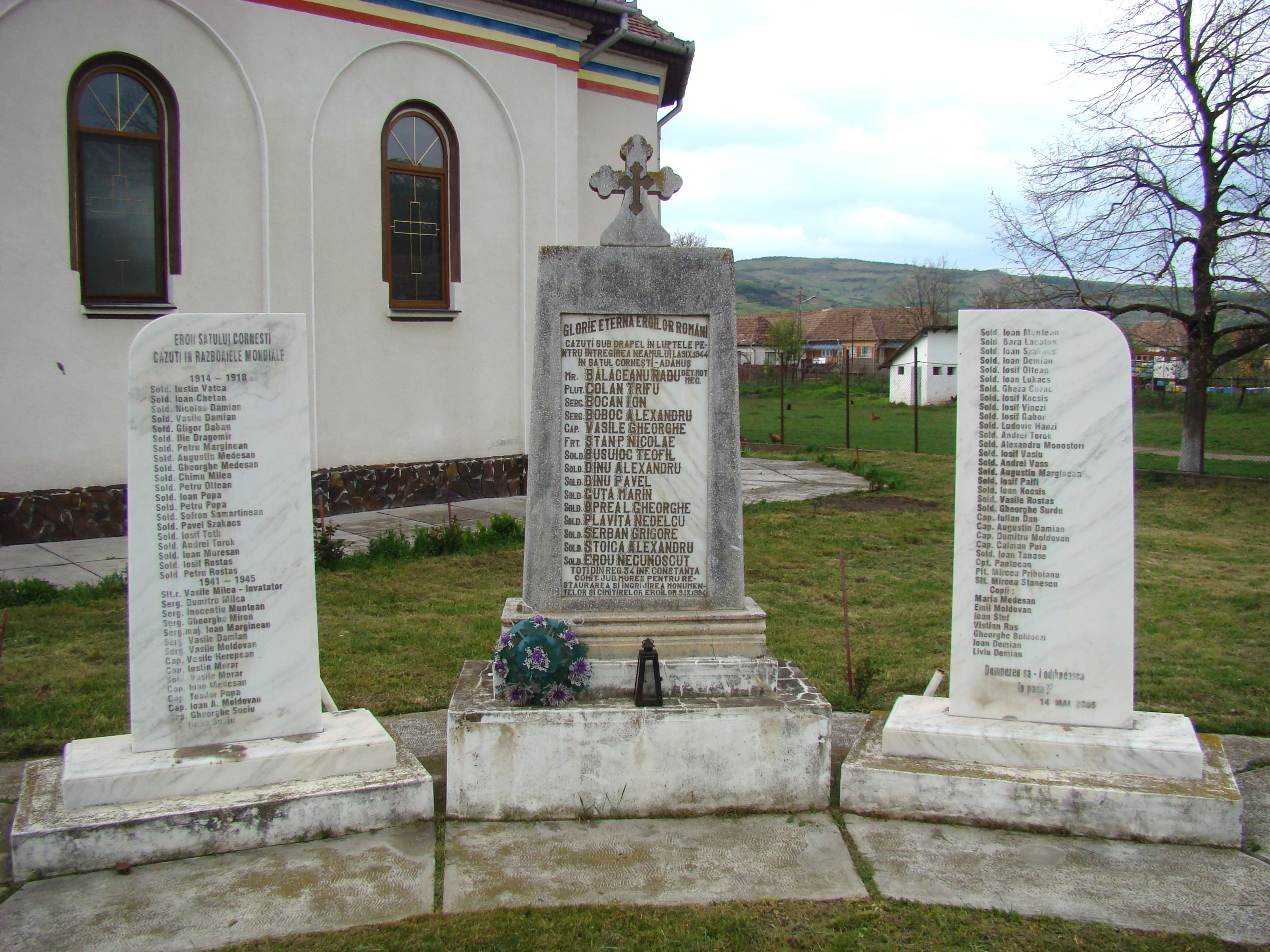
Monumentul Eroilor
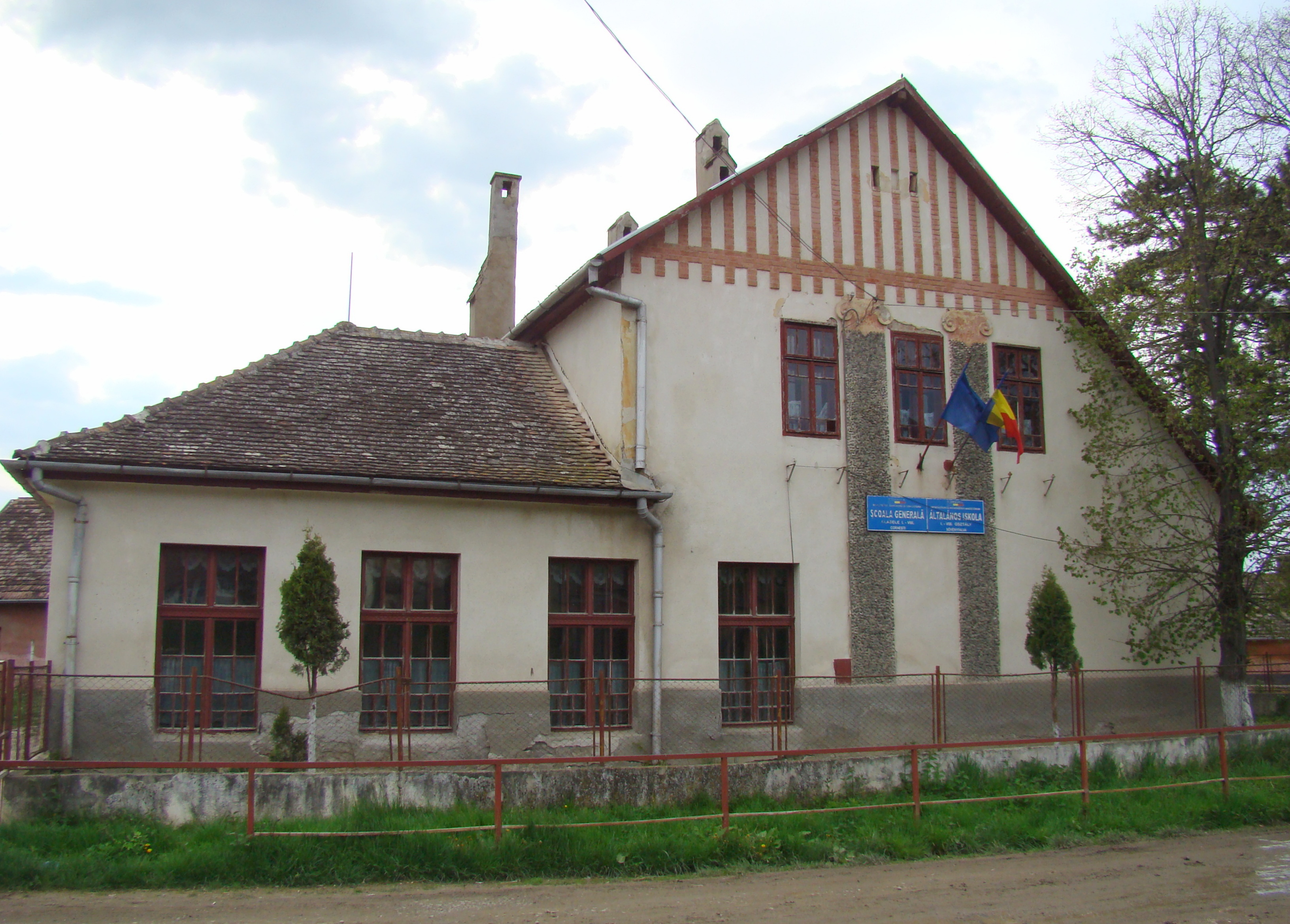
Școala
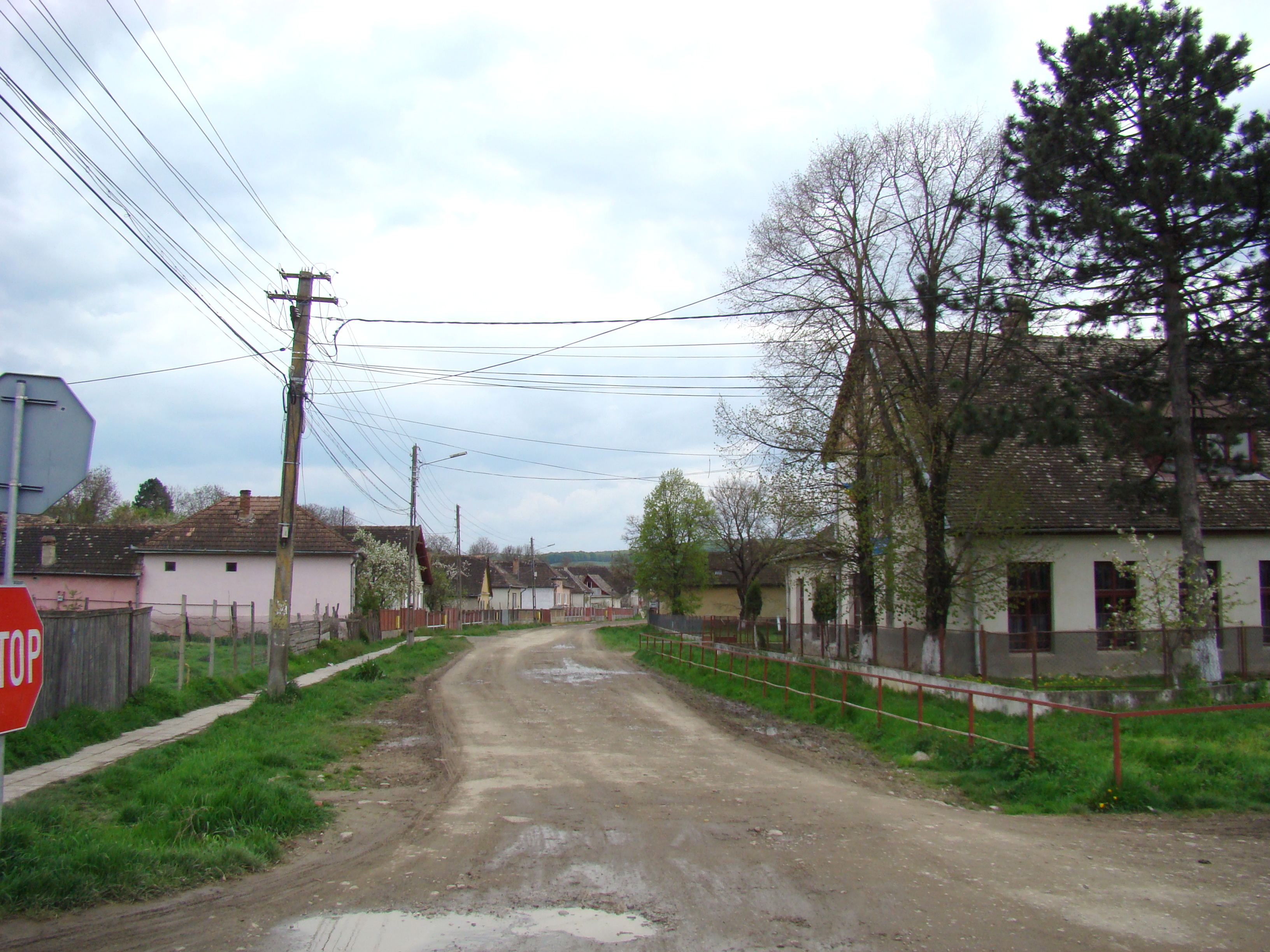